# لیتا استانتیک
الیزا استانتیک (اسپانیایی: Élida Stantic‎؛ زادهٔ ۱ ژانویهٔ ۱۹۴۲) که بیشتر با نام لیتا استانتیک (انگلیسی: Lita Stantic) شناخته شده‌است، یک تهیه‌کننده، فیلم‌نامه‌نویس و کارگردان سینمای آرژانتین و اهل آرژانتین است.
استانتیک یکی از مهم‌ترین تهیه‌کنندگان مشغول به کار در «سینما نو آرژانتین» به شمار می‌رود.
او کار در سینمای آرژانتین را به عنوان دستیار کارگردان در فیلم Diario de campamento در سال ۱۹۶۵ میلادی آغاز کرد. استانتیک سپس شروع به ساخت فیلم‌های کوتاه پس‌از اواسط دهه ۱۹۶۰ میلادی کرد، اما پس از مدتی، فعالیت خود را روی تبلیغات متمرکز کرد.
از فیلم‌های تهیه‌شده توسط وی می‌توان به دختر مقدس به کارگردانی لوکرسیا مارتل، محصول ۲۰۰۴ میلادی آرژانتین؛ اشاره کرد.

## جوایز
- کسب جایزهٔ یوزپلنگ نقره‌ای از جشنواره فیلم لوکارنو برای فیلم ناگهان؛ ۲۰۰۲ میلادی.